# چایباسا
چایباسا (به انگلیسی: Chaibasa) یک منطقهٔ مسکونی در هند است که در بخش غرب سینگهام واقع شده‌است. چایباسا ۶۹٬۵۶۵ نفر جمعیت دارد و ۲۲۲ متر بالاتر از سطح دریا واقع شده‌است.